# Gonçalo da Silveira

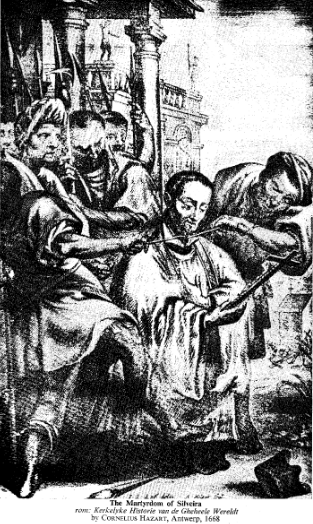
Ilustración del asesinato de Gonçalo da Silveira.

Gonçalo da Silveira (n. 23 de febrero de 1526, en Almeirim, a unas 40 millas de Lisboa - f. 6 de marzo de 1561) fue un jesuita portugués, misionero en el sur de África.

## Vida
Fue el décimo hijo de Luis da Silveira, primer conde de Sortelha, y de Beatrice Coutinho, hija de 
Fernando Coutinho, Mariscal del Reino de Portugal. Al perder a sus padres a temprana edad fue criado por su hermana Philippa de Vilhena y su marido, el Marqués de Tavora. 
Fue educado por los franciscanos, en el convento de Santa Margarita hasta 1542, cuando fue a finalizar sus estudios a la Universidad de Coímbra, pero paso ahí poco menos de un año, cuando fue recibido en la Sociedad de Jesus a instancias de Fr. Miron, rector del colegio jesuita de Coímbra.
Fue nombrado provincial de la India en 1555. El nombramiento fue aprobado por San Ignacio de Loyola meses antes de su muerte. El gobierno de Gonzalo duró tres años. Solía decir que Dios le había concedido la gran gracia de no servir para gobernar (aparentemente basándose en su deseo por lidiar con la debilidad humana).
El nuevo provincial Antonio de Quadros lo envió a una inexplorada región del sureste africano a establecer una misión. Desembarcó en Sofala el 11 de marzo de 1560, De ahí Gonzalo procedió hasta Otongwe cerca de Cabo Corrientes. Ahí, durante su estadía de siete semanas, convirtió y bautizó al jefe Makaranga, Gamba y cerca de 450 nativos de su kraal. Hacia el final del año empezó la exploración río arriba del río Zambesi, en su expedición hacia la capital de los Monomotapa donde parece haber estado el kraal de N'Pande, cerca del río M'Zingesi, un afluente del Zambesi. Arribó el 26 de diciembre de 1560, y permaneció ahí hasta su muerte. Durante el período que estuvo ahí bautizó al jefe de la tribu y a un gran número de nativos. Los árabes, desde Mozambique, crearon agitación en contra de los misioneros y Silveira fue estrangulado en su tienda por órdenes del mismo jefe al que bautizó.
La expedición enviada a averiguar su muerte nunca alcanzó su destino, mientras que el apostolado tuvo un abrupto fin al no tener misioneros que hicieran el trabajo de evangelización.